# 駆除人
『駆除人』（くじょにん）は、花黒子による日本のライトノベル「小説家になろう」にて2015年9月から連載中であり、書籍版はMFブックス（KADOKAWA）にて2016年6月から2019年5月まで刊行された。イラストはKT2が担当している。
メディアミックスとして、『月刊コンプエース』にて2017年8月号から2022年9月号までコミカライズ版が連載。コミカライズは浅川圭司が担当し単行本化されたが、編集部や漫画家へ対する誹謗中傷が原因で2023年3月31日付で契約終了し電子書籍版の配信が停止した。なお内容は、原作の『土の勇者篇』前までしか描かれておらず完結していない。『ComicWalker』にも本誌に遅れて掲載されていたが打ち切りとなりページが削除された。
なおKADOKAWAから刊行された書籍版もコミック版も含め2023年3月をもってKADOKAWAとの出版契約が終了し、電子書籍の配信も終了している。。なお花黒子による個人出版としてAmazon Kindleにおいてシリーズ名を『駆除人（原液）』として第1巻を2024年1月17日から有料配信している。
2019年1月時点でシリーズ累計部数は40万部を記録している。2022年7月時点で電子版を含めたコミックス累計部数は180万部を突破している。

## あらすじ
死後に異世界セロソフィアへと転生したコムロ・ナオキは、生前と同様に清掃・害虫駆除の仕事を続ける中意図せずレベルが大幅に上がってしまったことを知る。やがて見聞を広げるために町を出て、旅をするうちに清掃・駆除会社コムロカンパニーを立ち上げることになる。旅の仲間であるアイルとベルサ、新入社員のセスとメルモを迎え入れ、神々からの依頼を遂行するため世界中を巡る中、世界の真実を知ったナオキは一大決心を起こす。

## 登場人物
声の項はドラマCD版の担当声優。

### コムロカンパニー
コムロ・ナオキ
声 - 前野智昭
本作の主人公。青色のつなぎを着た三十路の日本人男性。世界を跨いだ転生によって、クーベニアに現れた。
生前は清掃員兼害虫駆除業者で、セロソフィアでも前世のノウハウを活かして生計を立てている。のんびりとした性格のため、異世界転生後も大きな混乱もなく状況を理解しながら生活している。前世の知識を基にした言動を、周囲から「変」「頭おかしい」と評価されるが、本人は気にするどころか喜んで受け入れる傾向がある。
小型の魔物を大量に駆除するうちに、伝説の勇者をはるかに上回るレベルを得るが、本人は戦闘を好まず、戦闘用スキルを取得することもせず、魔物に対してはあくまで「駆除」の手法を用いて対処している。レベルアップで獲得したスキルポイントを、魔法陣スキルなどに割り振った結果、アーティファクト級の魔道具を気軽に作り出せるようになり、仕事に役立てている。
酒好きだが、記憶を失くすほど飲んだ挙句に周囲に迷惑をかけることも度々ある。相応の性欲も持ち合わせているが、関係が拗れることを懸念して旅仲間との性交渉は避け、新たな町を訪れるたびに娼館を探そうとする。
モットーとして「人々の生活を守るのが清掃・駆除業者の仕事」を掲げている。元勇者マルケスから「スキルポイント人生を楽しむために使った方がいい」という言葉を受け、人生の指標として自身もたびたび口にするようになる。
フロウラの町で、神様から勇者駆除の依頼を、邪神から南半球の魔素拡散の依頼を受注し、必要な人手を集めるためにコムロカンパニーを立ち上げ、社長の座に収まる。
アイル・アグニスタ
メインヒロイン的存在。赤色（原作では青色）のビキニアーマーを着ている女魔法戦士。
初登場時はクーベニアの冒険者ギルドの訓練教官。町の外でも「戦鬼」「剣鬼」と言われて名が知れ渡る程の実力を持つ。ナオキの冒険者ランクアップ試験を担当した後、自分を打ち負かしたナオキの強さに興味を持ち、旅立ったナオキを追いかけるために辞職し、強引にナオキの仲間となった。
強敵を常に探し求めるバトルジャンキー。戦闘においては剣技を中心に、光魔法で敵の目を欺いたり、宙に足場を作り出す魔法で空中を駆け回ったりする。また教官の経歴を持つため新人への指導も得意としている。コムロカンパニーの副社長となり、南半球でナオキのアドバイスを受け上空からの地図作成技術を独学で習得し趣味とする様に。
実はアリスフェイ王国で軍人一族として知られる貴族アグニスタ家の出身。父とは折り合いが悪い。
ベルサ
コムロカンパニーの会計係。煤けたようなローブを着た若い女性。アイルとは幼少期からの友人同士。
港町マリナポートの先代領主の娘。父が政争に敗れたことで、現領主から冷遇されていたところをナオキ達に助けられ、自分の居場所のない町を捨ててナオキの旅に同行することを決意する。
優秀な魔物学者。魔物の知識や研究成果によって魔物駆除を補佐する。直接的な戦闘スキルは持たないものの、植物の種を地面に植えて成長促進剤で急成長させて蔓で敵を拘束するなどの戦法をとる。レベルアップによって顕微スキルを習得し、魔物の観察に役立てている。
魔物研究のことになると見境が無くなる悪癖があり、危険を念頭に置くことなく魔物に突撃したり、研究に没頭するあまり寝食を忘れ、汚部屋と化した自室で遭難したりもする。しかしコムロカンパニーの金銭管理に関しては問題無くこなしている。
セス
声 - 西山宏太朗
黒猫族の獣人の青年（初登場時点で19歳）。
アデル湖湖畔の漁師村・キャットパイロット出身。湖での漁が困難になったため、出稼ぎのために母や弟妹を置いてフロウラの町へとやって来た。船の持ち主に雇ってもらうために造船所に侵入したところをナオキに拾われ、操舵スキルを買われてコムロカンパニーに入社した。
曲者揃いのコムロカンパニーの面々の中では比較的常識人。メルモと共に料理係を担当する他、航海時には船長として一同を指揮する。
社内では一番レベルが低いが、体格は一番良い。無自覚に娼婦などに好かれ、ナオキから嫉妬を買っている。
メルモッチ・ゼファソン
羊族の獣人の若い女性。愛称は「メルモ」。
実家は羊の魔物を飼育する牧場。田舎暮らしに嫌気がさして、牧場を姉と弟たちに任せてフロウラの町へとやって来た。コムロカンパニーの求人募集を見て応募し、裁縫スキルと料理スキルを買われて入社した。
実家で羊の魔物の出産などを見続けた結果、グロテスクな場面に耐性が付き、逆に血しぶきを見ると興奮を覚えるようになった。蜘蛛やダニなどの虫の魔物も大好き。実家にいた頃から調教スキルを取得しており、入社後は虫系の魔物を使役して業務に役立てている。
ベルサが羨むほどの巨乳。しかしアイルやベルサと異なり貞操観念はしっかりしている。

### アリスフェイ王国
アイリーン
声 - 武田羅梨沙多胡
狐の獣人の女性。クーベニアの冒険者ギルド案内人。訪れる冒険者たちに依頼を案内しながら、ナオキとも知り合いになっていく。
ナオキの異様なレベルアップとその理由をすぐさま察した。ギルドからナオキに支払われる報酬の一部として、自分がナオキとデート（という名目の、町案内およびこの世界の基礎的知識の教授）をすることを承諾した。
カミーラ
声 - 釘宮理恵
薬屋を営むエルフの女性。年齢は800歳と少し。本来は少女の姿だが、客や取引相手から軽く見られることを避けるために、腰の折れ曲がった眼光鋭い老婆の姿に変装している。
掃除の依頼をナオキが引き受けたのをきっかけに、一時的に2階の空き部屋に住まわせることにした他、清掃・駆除業に役立ちそうなスキルの相談に乗った。ナオキがアイリーンとデートをすると宣言した際に、嫉妬心を出して質問攻めにした。
セーラ
ゲッコー族という、ヤモリの獣人の少女。鑑定スキルの持ち主。
奴隷だったが呪い持ちだったために買い手が付かず、バルザック共々奴隷商に見捨てられていたところを偶然ナオキに拾われた。自らの呪いを解いた命の恩人であるナオキに好意を寄せる。
冒険者ギルドにてアイルに魔法の才能を見出され、ナオキの意向で奴隷から解放された後、アリスフェイ王国王都の魔法学院に入学した。
バルザック
犬の獣人の年配の男性。
奴隷だったが年老いていたために買い手が付かず、セーラ共々奴隷商に見捨てられていたところを偶然ナオキに拾われた。人生経験が長いためか適応力があり、ナオキの常識外れの言動にもある程度柔軟に対応する。
種族特性から嗅覚に優れる。ナオキの意向で奴隷から解放された後、クーベニアの墓守の職に就いた。
テル
オスローの町の奴隷商の屋敷にて、メイドたちのまとめ役をしていた女性。年齢は50歳程度。
ナオキが奴隷商の屋敷掃除を請け負った際、報酬を支払うための現金が足りなかったため、奴隷として現物支給された。ナオキ達の旅に同行し料理・世話係を務めるが、港町マリナポートで造船所の所長・ボロックからプロポーズを受け、ナオキの許可を得て奴隷から解放されたうえでマリナポートに留まった。
レッドドラゴン
引きこもり。30年に一度起きて、ワイバーンを捕食する。
マルケス
配管工の転移者。元水の勇者。不死の身体というスキルを持つ。
ナオキに「スキルは、あくまでもスキルだ。スキルポイントは、人生を楽しむために使ったほうがいい」という忠告を与えた。

### 神々
神
ナオキをセロソフィアに転生させた張本人。見る者によって異なる姿に映り、ナオキには「村人っぽい服装をした普通の青年」と認識されている。ナオキのことを「コムロ氏」と呼ぶ。
セロソフィアの生物たちに対し、「レベル」「スキル」という形で加護を与えている。地球で亡くなったナオキの魂を、空間の精霊に指示を出してセロソフィアへ運ばせた。セロソフィアの精霊たちが勇者にかまけてばかりで仕事をおろそかにしている現状を嘆き、ナオキに「勇者の駆除」を依頼する。
邪神
神と対になる存在。表面上は仲の悪い喧嘩友達、といった間柄。神同様見る者によって異なる姿に映り、ナオキには「革パンに黒タンクトップのチャラ男」と認識されている。神と同様、ナオキのことを「コムロ氏」と呼ぶ。
言動は軽いが破壊と恐怖を好み、その名に恥じぬ邪悪さを垣間見せることもある。セロソフィアに運ばれてきたナオキの魂に対し、ポーラー族の基地からホムンクルスを盗み出し肉体として提供した。南半球で破壊活動を続けた結果、不毛の荒野と魔力溜まりが極端に分かれてしまったので、ナオキに魔力拡散を依頼する。

### 魔物
ゴブリン
人型の魔物。討伐部位は右耳。耳を１０個集めると、冒険者ランクがＦに上がる。通常種は緑。亜種は紫で、毒に耐性を持つ。
フィールドボア
大きなイノシシの魔物。
グレズリー
ワイルドベアの灰色版。北国に住む魔物。
ゴーストテイラー
ゴーストの魔物。クーベニアのギルドにおり、依頼書を剥がしてしまう。回復薬が弱点。
上位種は、ガイストテイラー。マルケスさんのダンジョンではダンジョンの運営に活用されている。
ベスパホネット
特大のスズメバチのような、蜂の魔物。針には麻痺の毒があり、麻痺させた獲物を屈強な顎で噛み砕く。Ｂランク以上のパーティーで討伐する魔物。
マスマスカル
鼠の魔物。地下水道や、家屋の屋根裏などに住み着いている。害獣の類であり冒険者ギルドには討伐依頼も多く張り出されているが、討伐報酬が1匹あたり5ノットと安いので引き受け手は少ない。討伐証明部位は尻尾。
変異種として、毒を取り込み耐性を身につけた「ポイズンマスカル」などがいる。
バグローチ
ゴキブリの魔物。マスマスカル同様、害獣（害虫）として扱われている。
フィネーク
大きな蛇の魔物。オスローではそこそこ強い側の魔物。
ゴートシップ
羊の魔物。羊毛を生産することができるため、各地の牧場で飼育されている。
フィーホース
馬の魔物。馬車の牽引用として、各地で使役されている。
シマント
でかいアリの魔物。頑丈な顎で地面を掘り進み、ダンジョンを作る。
フォラビット
角が生えた中型犬くらいのウサギの魔物。討伐部位は耳。ゴブリンよりも弱く、毛皮は服などに活用される。
ワイバーン
亜竜種。飛ぶトカゲの魔物で、腕が羽になっている。
冒険者がＢランクに上がる時に討伐する魔物。
ショブスリ
コウモリ型の魔物。
エチッゼン
クラゲの魔物。
コドモドラゴン
トカゲの魔物。
グリーンタイガー
緑の虎の魔物。
ヘイズタートル
沼などに生息する亀の魔物。

## 用語
セロソフィア
本作の舞台である異世界。地球と同様球形の星だが、約1000年前に空間の精霊が赤道に空間の壁を作って北半球と南半球を分断してしまっており、住人からは半球状の世界だと認識されている。
北半球にはいくつかの国家が存在しそれなりに栄えているが、南半球は不毛の地となっている。
ノット
セロソフィアの通貨。銅貨1枚が1ノット、銀貨1枚が10ノット、金貨1枚が100ノットとされている。
コムロカンパニー
コムロがフロウラの町で立ち上げた清掃・駆除会社。

### ７つの謎
『薬草の原種』『キマイラの生息域』『世界樹の実』『砂漠に隠れた桃源郷』
『時を刻む宝剣』『取り出してはいけない小さき者たちの秘宝』『海底に眠る花嫁』

## 既刊一覧

### 小説
- 花黒子（著）・KT2（イラスト） 『駆除人』 KADOKAWA〈MFブックス〉、全10巻
  - 『駆除人 1 〜ツナギを着た転生者〜』、2016年6月24日発売[10]、ISBN 978-4-04-068428-4
  - 『駆除人 2 〜土の勇者篇〜』、2016年8月25日発売[11]、ISBN 978-4-04-068491-8
  - 『駆除人 3 〜東方見聞篇〜』、2017年1月25日発売[12]、ISBN 978-4-04-069053-7
  - 『駆除人 4 〜水の精霊篇〜』、2017年5月25日発売[13]、ISBN 978-4-04-069226-5
  - 『駆除人 5 〜南半球篇〜』、2017年9月25日初版第一刷発行（同日発売[14]）、ISBN 978-4-04-069465-8
  - 『駆除人 6 〜火の国の商人篇〜』、2017年12月25日初版第一刷発行（同日発売[15]）、ISBN 978-4-04-069600-3
  - 『駆除人 7 〜風の結び目篇〜』、2018年5月25日初版第一刷発行（同日発売[16]）、ISBN 978-4-04-069927-1
  - 『駆除人 8 〜旅する魂篇〜』、2018年9月25日初版第一刷発行（同日発売[17]）、ISBN 978-4-04-065170-5
  - 『駆除人 9 〜つなぎ合う世界篇〜』、2019年1月25日初版第一刷発行（同日発売[18]）、ISBN 978-4-04-065521-5
  - 『駆除人 10 〜変わりゆく異世界篇〜』、2019年5月25日初版第一刷発行（同日発売[19]）、ISBN 978-4-04-065746-2

### 漫画
- 花黒子（原作）・浅川圭司（漫画）・KT2（キャラクター原案）『駆除人』KADOKAWA〈角川コミックス・エース〉、全5巻
  1. 2017年12月26日初版発行（同日発売[20][21]）、ISBN 978-4-04-106392-7
  2. 2018年4月26日初版発行（同日発売[22]）、ISBN 978-4-04-106704-8
  3. 2019年4月26日初版発行（4月25日発売[23]）、ISBN 978-4-04-107469-5
  4. 2021年11月26日初版発行（同日発売[24]）、ISBN 978-4-04-108849-4
  5. 2022年7月26日初版発行（同日発売[25]）、ISBN 978-4-04-112935-7